# アーネスト・ベルフォート・バックス
アーネスト・ベルフォート・バックス (英: Ernest Belfort Bax、1854年7月23日 – 1926年11月26日)はイギリスの弁護士、ジャーナリスト、哲学者、男性の権利擁護者、 社会主義者、歴史家。

## 男性の権利
バックスは男性の社会的及び法的権利の擁護者として、生涯に渡って男性の権利に関する著作を書き続けた。Ideals, Reals, and Shams(1886年)では、女性は男性を犠牲にして法律の下で特権を与えられると主張した。
バックスは1896年に『男性の法的服従』を執筆し 、この中で自分の弁護士としての知識を活用して法律が女性に優位に男性に不利に働いていることを示した。また、フェミニズムを「女性が抑圧されたことを偽造するための卑劣な茶番劇」だと批判し、女性を「特権的性」と位置づけた。この本の内容には、「女性の婚姻特権」、「女性の非婚姻特権」、「女性の性特権の実際の行使」、「セックスノブレス」が含まれる。
"最も手の込んだ残酷な行為は、妻が犯した場合、法律によって罰せられることはない。夫は、公然と彼を傷つけ、仕事で嫌がらせをし、追放をもたらし、彼の工房や団体に送る葉書で彼を名誉毀損する可能性のある虐待者を支援する義務を負っている。もし夫が資産家であれば、緩和な方法で遅刻した救済を得ることができる。しかし、夫は妻の要請により離婚と収用を余儀なくされる。今や貴族的な女性は、奴隷を罰せられることなく虐待することができる。夫が報復した場合、治安判事の命令はすぐに夫を刑務所と囚人の鞭打ちに委ねる。":63
バックスは1913年に『フェミニズムの詐欺』を出版し、この中で騎士道を「男性を犠牲にして女性に特権を与えるために、最も基本的な個人的権利を男性から奪い取ること」だと批判した。 
バックスは男女平等に対する社会主義の役割を唱え、資本主義社会による男性への搾取に対して社会主義による解決策を求めた。
"英語圏の国々に見られるように、近代資本主義の発展は、あらゆる意図と目的において法的に男性を女性の下に置くことになった。男女問題に関することにおいて、男女平等が目標とされるならば、この地位から男性を解放することが社会主義の役割となるだろう。そのような平等への道の第一歩は、必然的に現代の女性特権の廃止にあるだろう。":63

## 社会主義
バックスは、1879年にドイツで哲学を学んでいたときに初めて社会主義に出会った。彼は社会主義の思想をイマヌエル・カント、アルトゥル・ショーペンハウアー、エドゥアルト・フォン・ハルトマンの思想と組み合わせた。社会主義の形而上学的および倫理的な意味合いの可能性を探求することに熱心な彼は、「社会主義の宗教」を、個人と社会、そして認知と感情の間の二分法を克服する手段として説明するようになった。彼はこれを組織化された宗教の代替と見なし、熱烈な無神論者であり、中産階級の道徳主義と彼が見なしたものから労働者を解放することに熱心であった。
バックスはベルリンに移り、イブニング・スタンダード紙のジャーナリストとして働いた。1882年にイギリスに戻ると、社会民主連盟に加わったが、幻滅して1885年にウィリアム・モリスと共に社会主義者同盟を結成するために離脱した。アナキストが同盟の支配権を獲得した後、彼はSDFに復帰し、主任理論家となり、党の機関紙「ジャスティス」の編集者となった。彼は労働代表委員会への党の参加に反対し、最終的には彼らを説得して離脱させた。
彼は生涯を通じて、経済状況が社会主義の機が熟していると見なしていたが、労働者階級の教育の欠如によってこの進歩が遅れていると感じていた。バックスはエドゥアルト・ベルンシュタインよりもカール・カウツキーを支持したが、カウツキーはバックスのユートピア主義と見なすものに費やす時間はほとんどなく、SDFでより正統的なマルクス主義を広めようとするセオドア・ロススタインの努力を支持した。
当初は非常に反国家主義的だったバックスは、第一次世界大戦でイギリスを支持するようになったが、この時点で彼は法廷弁護士としてのキャリアに集中しており、政治的な仕事はほとんど行わなかった。

## 作品
- Jean-Paul Marat: A Historico-Biographical Sketch (1882)
- A Handbook of the History of Philosophy (1886)
- A Short Account of the Commune of Paris of 1871, with Victor Dave & William Morris (1886)
- Religion of Socialism (1886)
- The Story of The French Revolution (1890)
- Outlooks From a New Standpoint (1891)
- The Problem of Reality (1893)
- The Ethics of Socialism (1893)
- German Society at the Close of The Middle Ages (1894)
- A Short History of The Paris Commune (1894)
- Socialism; Its Growth and Outcome, with William Morris (1894)
- The Legal Subjection of Men (1896 with Twentieth Century Press) with an unnamed Irish barrister, (republished in 1908 with New Age Press).
- The Peasants War in Germany (1899)
- Jean-Paul Marat: The People's Friend (1901)
- The Rise and Fall of the Anabaptists (1900)
- A New Catechism of Socialism, with Harry Quelch (1903)
- Essays in Socialism, New and Old (1906)
- The Roots of Reality (1908)
- The Last Episode of the French Revolution: Being a History of Gracchus Babeuf and the Conspiracy of the Equals (1911)
- Problems of Men, Mind, and Morals (1912)
- The Fraud of Feminism (1913)
- Reminiscences and Reflexions of a mid and late Victorian (1918)
- German Culture Past and Present (1915)